# Гражданская смерть
Гражда́нская смерть или политическая смерть — лишение лица правоспособности, наступающее как уголовное наказание по приговору суда или в силу иных обстоятельств. Институт гражданской смерти возник в римском праве и сохранялся в законодательстве отдельных европейских стран вплоть до середины XIX века.

## В разных культурах
В римском праве существовал институт capitis deminutio maxima (дословно лат. наибольшее уменьшение правоспособности) — лишение всех прав гражданина. Первоначально capitis deminutio maxima применялось к гражданам, попавшим в плен к врагам или проданным в рабство. С течением времени появились и другие основания. Имущество лица, лишившегося прав (capite minutus), в зависимости от причин capitis deminutio переходило государству, кредитору и т. д.
В Средние века аналогом гражданской смерти было объявление вне закона. Убийство или другое преступление, совершённое в отношении объявленного вне закона, не наказывалось, а наоборот, могло считаться полезным и богоугодным делом.
Объявление вне закона существовало в Русской правде как «поток и разграбление». Воинским уставом Петра I было введено такое наказание, как «шельмование», аналог гражданской смерти. Ошельмованный считался «из числа добрых людей и верных извергнут», он не мог выступать свидетелем, за любые преступления кроме убийства, совершённые против ошельмованного, не полагалось уголовного наказания. В 1766 году это наказание было заменено на лишение прав, то есть ограничение отдельных элементов правоспособности, но не полную её отмену.
Дольше всего гражданская смерть сохранялась во французском законодательстве, где она была отменена окончательно в 1854 году. Согласно Кодексу Наполеона, приговорённый к гражданской смерти лишался прав владеть имуществом, вступать в брак, быть стороной в судебном процессе. Его имущество переходило к наследникам, как если бы он умер. 
Следует, однако, заметить, что несмотря на отмену гражданской смерти Законом Франции от 31 мая 1854 г., её нормативно-правовые отголоски сохранялись после этого еще более полутора веков. Так, например, в статье 617 Кодекса Наполеона в редакции, действовавшей до вступления в силу Закона № 2009—526 от 12 мая 2009 г., было сказано, что узуфрукт прекращается ввиду «естественной и гражданской смерти узуфруктуария». Это же относится к статьям 1982 и 2003 Кодекса. Кроме того, до вступления в силу Закона № 2001—1135 от 3 декабря 2001 г. в Кодексе действовала также статья 718, которая предусматривала, что «наследство открывается в результате естественной смерти и гражданской смерти».